# Национальный обет Турции

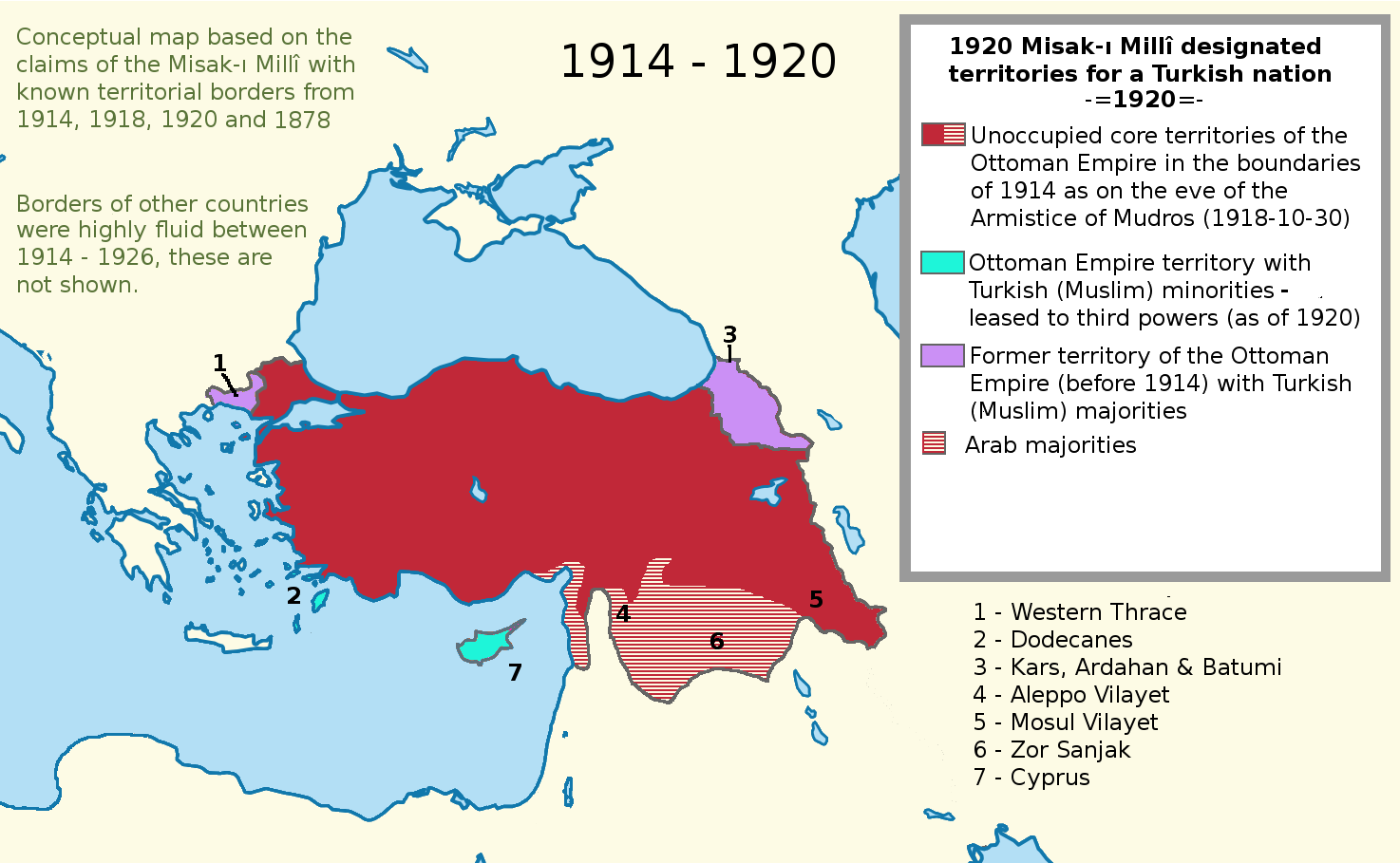
Территории требуемые турецкими националистами согласно Национального обета 1920 г.

Национальный обет, или Национальный турецкий пакт, или Декларация независимости Турции, (тур. Misak-ı Millî) — принятый 28 января 1920 года в Константинополе Палатой депутатов, в которой большинство составили сторонники Турецкого освободительного движения.  Документ оговорил территориальные вопросы устройства турецкого государства после Первой мировой войны: вопрос об арабских землях предлагалось вынести на плебисцит их населения, а земли, населённые представителями турецкой нации, безусловно должны были остаться в составе Турции. Под территорией, населённой турецкой нацией, понималась вся территория современной Турецкой Республики, за исключением Западной Фракии и районов Карса, Ардагана и Батума, где предполагалось провести референдум о государственной принадлежности данных территорий.

## История
После капитуляции Османской империи в Первой мировой войне и вступления войск Антанты в Константинополь в декабре 1919 года состоялись последние выборы в парламент Османской империи (Генеральная Ассамблея). Большинство в составе 140 депутатов получили кандидаты Ассоциации защиты прав Анатолии и Румелии (Anadolu ve Rumeli Müdafaa-i Hukuk Cemiyeti), возглавляемой генералом Мустафой Кемалем, который сам находился в Анкаре, так как правительство Османской империи 3 сентября 1919 года выдало ордер на его арест после того, как он возглавил турецкое национальное движение. 
Четвертый состав парламента с момента восстановления действия Конституции собрался на первое заседание 12 января 1920 года.  Её важнейшими решениями стали подписание Амасийского протокола -- разработанного под руководством Мустафы Кемаля плана освобождения Турции от оккупантов, и принятие Национального обета, провозгласившего курс на восстановление государственного суверенитета страны.  
В ответ на принятие Национального обета державы Антанты 16 марта 1920 года начали занимать ключевые здания Константинополя и арестовывать турецких националистов, которые потом были высланы на Мальту. Оккупанты вынудили султана упразднить парламент. Последнее заседание Генеральной Ассамблеи прошло 18 марта 1920 года, после чего союзники получили письмо протеста и трибуна парламента покрылась чёрным сукном, свидетельствовавшим о прекращении деятельности его членов.
5 апреля 1920 года султан Мехмед VI под давлением союзников официально прекратил деятельность парламента.

## Суть документа[2]
Ст. 1. Судьба территорий Оттоманской империи, исключительно населенных находящимся в большинстве арабским населением и состоящих ко времени заключения перемирия от 30 октября 1918 г. под оккупацией неприятельских армий, должна быть определена соответственно свободной воле местного населения.
Части империи, расположенные как с той, так и с другой стороны линии перемирия, и обитаемые населением в большинстве мусульманско-оттоманским, основные элементы которого, соединенные религиозными и культурными узами и стремящиеся к одним и тем же идеалам, воодушевлены взаимным уважением к их этническим правам и к их социальному положению, составляют одно целое, которое не терпит под каким бы то ни было предлогом ни фактического, ни юридического разъединения.
Ст. 2. Что касается судьбы трех санджаков: Карс, Ардаган и Батум, население которых со дня своего освобождения торжественным голосованием подтвердило свою волю возвратиться в лоно матери-родины, члены, подписавшие настоящий обет, допускают, что в случае надобности будет приступлено ко второму, свободно произведенному плебисциту. 
Ст. 3. Юридический статут западной Фракии, определение которого было поставлено в зависимость от турецкого мира, должен основываться на свободно выраженной воле населения.
Ст. 4. Безопасность Константинополя, столицы империи и места пребывания халифата и Оттоманского правительства, равно как безопасность Мраморного моря, должны быть ограждены от всякого на них посягательства.
После установления и проведения в жизнь этого принципа, подписавшиеся готовы примкнуть ко всякому решению, которое будет принято по взаимному соглашению между Оттоманским правительством с одной стороны и заинтересованными державами с другой, чтобы обеспечить открытие Проливов для мировой торговли и для международных сообщений.
Ст. 5. Права меньшинств будут подтверждены нами на тех же основах, что и те, которые установлены в пользу меньшинств в других странах путем конвенций ad hoc, заключенных между державами Антанты, их противниками и некоторыми из об'единившихся с ними держав.
С другой стороны мы имеем твердое убеждение, что мусульманские меньшинства в соседних странах будут пользоваться в отношении их прав теми же гарантиями.
Ст. 6. В целях обеспечения нашего национального и экономического развития и снабжения страны более современною, правильно действующею администрациею, подписавшиеся... рассматривают возможность пользования неограниченною независимостью и полною свободою действий, как условие sine qua non национального существования.
Вследствие этого мы противимся всякому юридическому или финансовому ограничению, могущему воспрепятствовать нашему национальному развитию.
Условия урегулирования обязательств, которые будут возложены на нас, не должны противоречить этим принципам.